# Bentley Mulsanne (2010)
Bentley Mulsanne är en lyxbil, som den brittiska biltillverkaren Bentley introducerade på bilsalongen i Frankfurt i september 2009.. 
Bilen visades första gången på Pebble Beach Concours d’Elegance i augusti 2009 och är avsedd att vara Bentleys flaggskepp, större och dyrare än Flying Spur-modellen. Motorn är ännu en utveckling av den klassiska V8:an som Bentley använt sedan 1959. Leveranserna startade i mitten av 2010.